# Willie Parker
Willie Parker, Jr. (11 de novembro de 1980, Carolina do Norte) é um ex-jogador de futebol americano que jogava como running back na National Football League. Ele foi para o Pittsburgh Steelers em 2004, onde jogou por cinco anos. Parker jogou futebol americano universitário pela Universidade da Carolina do Norte. Ele também vestiu a camisa do Washington Redskins, mas não jogou pelo time. Se aposentou em 2010.